# Lead, Kindly Light (poesia)
Lead, Kindly Light è un inno scritto nel 1833 da John Henry Newman come poesia intitolata The Pillar and the Cloud. In alcuni innari, si può trovare un quarto verso aggiunto da Edward H Bickersteth Jr, vescovo di Exeter. L'inno è spesso cantato in riferimento alla melodia Lux Benigna, composta da John Bacchus Dykes nel 1865, ad Alberta di William H. Hearris, o come inno corale ad opera di John Stainer (1886). 

## Il contesto
Quando era un giovane sacerdote, Newman si ammalò mentre era in Italia e fu incapace di viaggiare per almeno tre settimane. Nelle sue stesse parole, ricavate dall'Apologia pro vita sua:
(John Henry Newman, Apologia pro vita sua, p. 63)

## Il testo
Lead Thou me on!

The night is dark, and I am far from home,

Lead Thou me on!

Keep Thou my feet; I do not ask to see

The distant scene; one step enough for me.

I was not ever thus, nor prayed that Thou

Shouldst lead me on;

I loved to choose and see my path; but now

Lead Thou me on!

I loved the garish day, and, spite of fears,

Pride ruled my will. Remember not past years!

So long Thy power hath blest me, sure it still

Will lead me on.

O'er moor and fen, o'er crag and torrent, till

The night is gone,

And with the morn those angel faces smile,

Which I have loved long since, and lost awhile!

Meantime, along the narrow rugged path,

Thyself hast trod,

Lead, Saviour, lead me home in childlike faith,

Home to my God.

To rest forever after earthly strife

In the calm light of everlasting life.»
attraverso il buio che mi circonda,

sii Tu a condurmi!

La notte è oscura e sono lontano da casa,

sii Tu a condurmi!

Sostieni i miei piedi vacillanti:

io non chiedo di vedere

ciò che mi attende all’orizzonte, un passo solo mi sarà sufficiente.

Non mi sono mai sentito come mi sento ora,

né ho pregato che fossi Tu a condurmi.

Amavo scegliere e scrutare il mio cammino;

ma ora sii Tu a condurmi!

Amavo il giorno abbagliante, e malgrado la paura,

il mio cuore era schiavo dell’orgoglio;

non ricordare gli anni ormai passati.

Così a lungo la tua forza mi ha benedetto,

e certo mi condurrà ancora,

landa dopo landa, palude dopo palude,

oltre rupi e torrenti, finché la notte scemerà;

e con l’apparire del mattino

rivedrò il sorriso di quei volti angelici

che da tanto tempo amo

e per poco avevo perduto.»